# Richard Blumenthal
Richard Blumenthal (* 13. února 1946 Brooklyn, New York) je americký právník a politik za Demokratickou stranu. Od roku 2011 je senátorem USA za stát Connecticut. V letech 1991 až 2010 působil ve státě Connecticut jako Nejvyšší státní zástupce.